# Бабухівська сільська рада
| Бабухівська сільська рада — орган місцевого самоврядування у Рогатинському районі Івано-Франківської області з адміністративним центром у с. Бабухів. Утворена 5 грудня 1990 року. Водоймища на території, підпорядкованій даній раді: річка Гнила Липа. Сільській раді підпорядковані населені пункти: - с. Бабухів — населення 1 145 ос.; площа 11,517 км²; засн. у 1440 році |

## Склад ради
Рада складається з 16 депутатів та голови.

### Керівний склад ради
| ПІБ                      | Основні відомості                                                                          | Дата обрання | Дата звільнення |
| ------------------------ | ------------------------------------------------------------------------------------------ | ------------ | --------------- |
| Гарбуз Петро Ярославович | Сільський голова, 1951 року народження, освіта, член Соціалістичної партії України         | 26.03.2006   | 31.10.2010      |
| Дзера Любомир Іванович   | Сільський голова, 1965 року народження, освіта вища, член політичної партії «Наша Україна» | 31.10.2010   |                 |

Примітка: таблиця складена за даними джерела